# 부클릿
부클릿은 아주 작은 책이나 노트를 가리키는 말이며, 작은 사진이나 우표등 을 수집하는 책을 가리키는 경우도 있다.

## 같이 보기
- 소책자